# Parchocin
Parchocin – wieś w Polsce położona w województwie świętokrzyskim, w powiecie buskim, w gminie Nowy Korczyn.
W latach 1975–1998 miejscowość administracyjnie należała do województwa kieleckiego.

## Części miejscowości
| SIMC    | Nazwa             | Rodzaj     |
| ------- | ----------------- | ---------- |
| 0256171 | Błonie            | przysiółek |
| 0256188 | Gościniec         | przysiółek |
| 0256194 | Grądy Świniarskie | kolonia    |
| 0256202 | Podwale           | kolonia    |

## Historia
Wieś odnotowana przez Długosza w L.B. t II, s427. Z XVI wiecznych rejestrów poborowych wynika że była własnością królewską. Według spisu miast, wsi, osad Królestwa Polskiego z roku 1827 było tu 89 domów i 479 mieszkańców.